# Jan Reichardt
Jan Reichardt byl český fotbalista – obránce a fotbalový trenér.

## Fotbalová kariéra
V lize hrál za SK Slavia Praha. Nastoupil ve 12 utkáních (1927–1929).

## Trenérská kariéra
Trénoval Slávii Praha v letech 1931–1932, 1935–1938 a 1947–1948. V roce 1937 získal se Slávií mistrovský titul. V roce 1938 vyhrál se Slávii Středoevropský pohár.